# Илматсалу
И́лматсалу (эст. Ilmatsalu) — посёлок в муниципалитете Тарту уезда Тартумаа, Эстония. 
До административной реформы местных самоуправлений Эстонии 2017 года входил в состав волости Тяхтвере и являлся её административным центром.

## География и описание
Расположен в 7 километрах к западу от Тарту. Высота над уровнем моря — 46 метров. На северо-западе граничит с одноимённой деревней.
Климат умеренный. Официальный язык — эстонский. Почтовый индекс — 61401.

## Население
По данным переписи населения 2011 года, в Илматсалу проживали 392 человека, из них 373 (95,2 %) — эстонцы.
По данным переписи населения 2021 года, в посёлке насчитывалось 385 жителей, из них 367 (95,3 %) — эстонцы.
Численность населения посёлка Илматсалу по данным переписей населения:
| Год  | 1959 | 1970  | 1979  | 1989  | 2000  | 2011  | 2021  |
| ---- | ---- | ----- | ----- | ----- | ----- | ----- | ----- |
| Чел. | 331  | ↗ 275 | ↗ 456 | ↗ 530 | ↘ 516 | ↘ 392 | ↘ 385 |

## История
С 1879 года Илматсалу (Ilmazahl) стал известным благодаря работавшему в посёлке кирпичному заводу, который закрылся в  1961 году.
На военно-топографических картах Российской Империи (1846–1863 годы), в состав которой входила Лифляндская губерния, обозначена мыза Ильмацаль (мз. Ильмацаль).
В 1920 году, в ходе земельной реформы, вокруг центра мызы Илматсалу возникло поселение, которое в 1977 году получило статус посёлка.
В советское время в посёлке находилась центральная усадьба одного из самых успешных хозяйств Эстонской ССР — Опорно-показательного совхоза «Тарту» имени 50-летия СССР.

## Инфраструктура
В посёлке работают следующие учреждения:
- детский сад «Лепатрийну» («Lepatriinu», с эст. «Божья коровка»)[14]
- основная школа Илматсалу[15]
- музыкальная школа Илматсалу[16]
- Центр по интересам Илматсалу[17]
- библиотека Илматсалу[18]
- спортзал Илматсалу[19]
- фитнес-клуб Илматсалу[20]
- общественный Интернет-пункт[21]
- 13 производственных предприятий[22]
- 8 предприятий обслуживания[23]
- 12 некоммерческих организаций[24]

В центре посёлка находятся здания бывшей мызы Илматсалу. В главном здании мызы в настоящее время размещается контора сельскохозяйственного предприятия «Тарту Агро» («Tartu Agro»).

Плотинное озеро Илматсалу

## Галерея

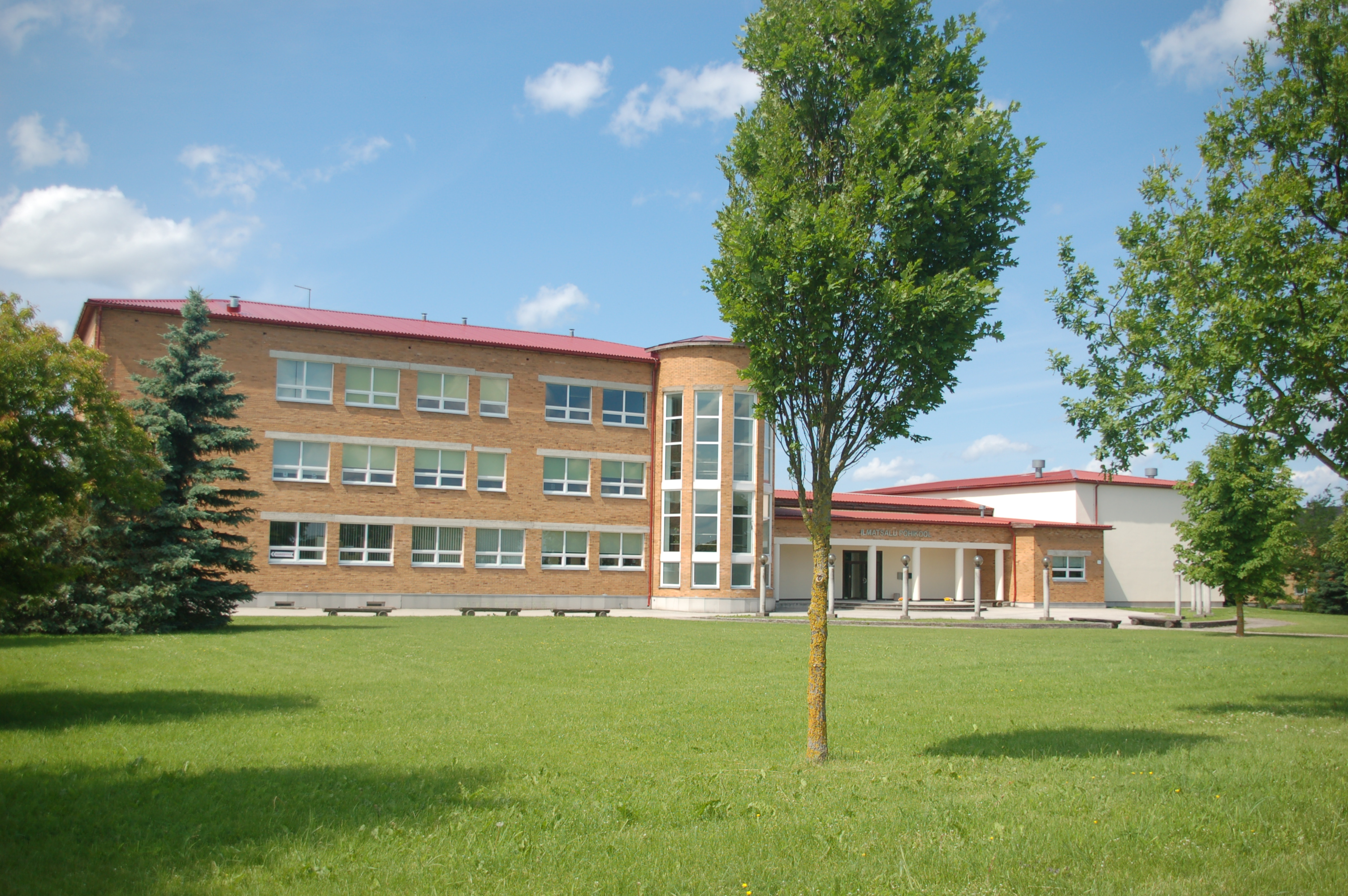
Основная школа Илматсалу
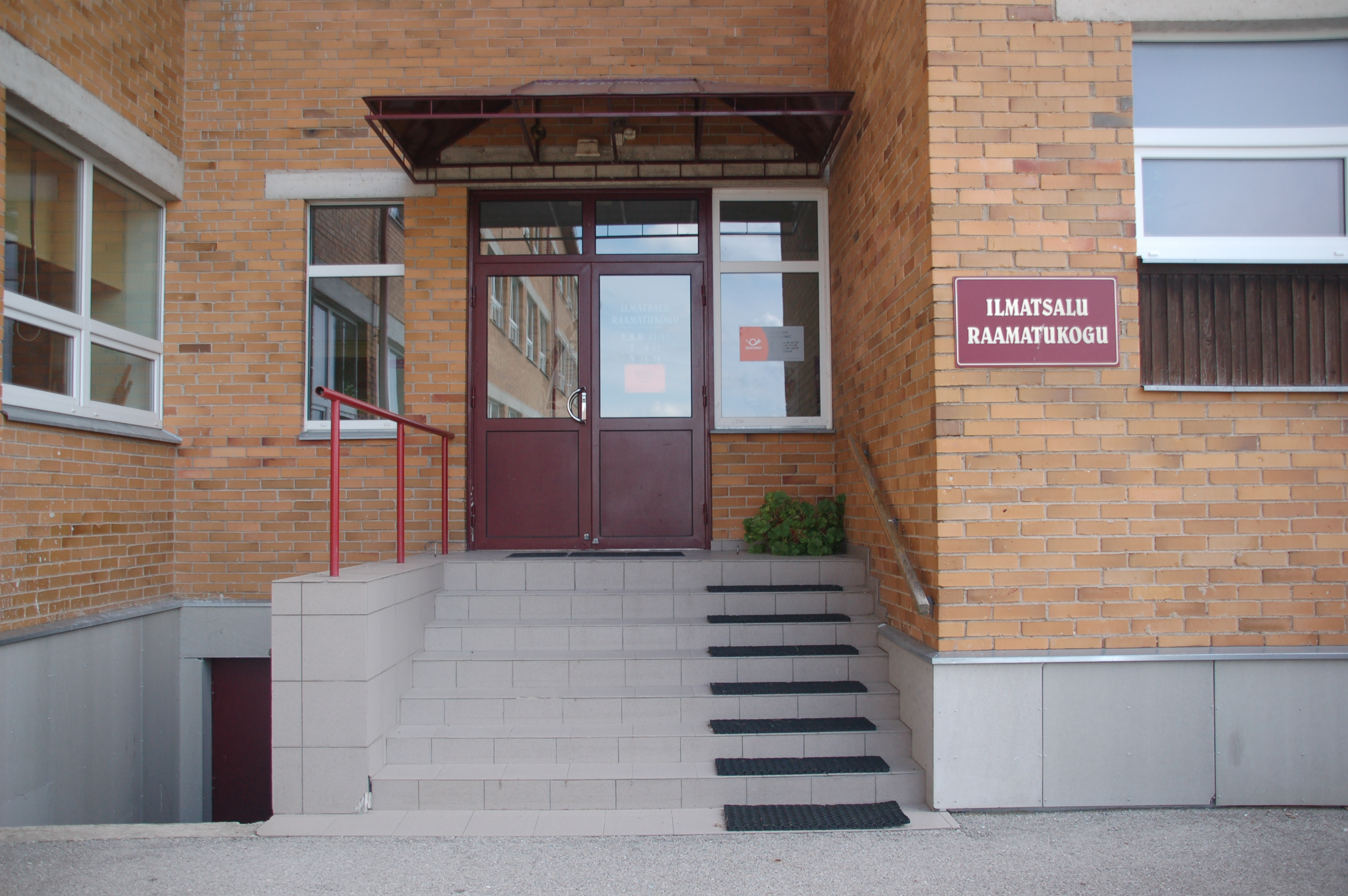
Библиотека Илматсалу
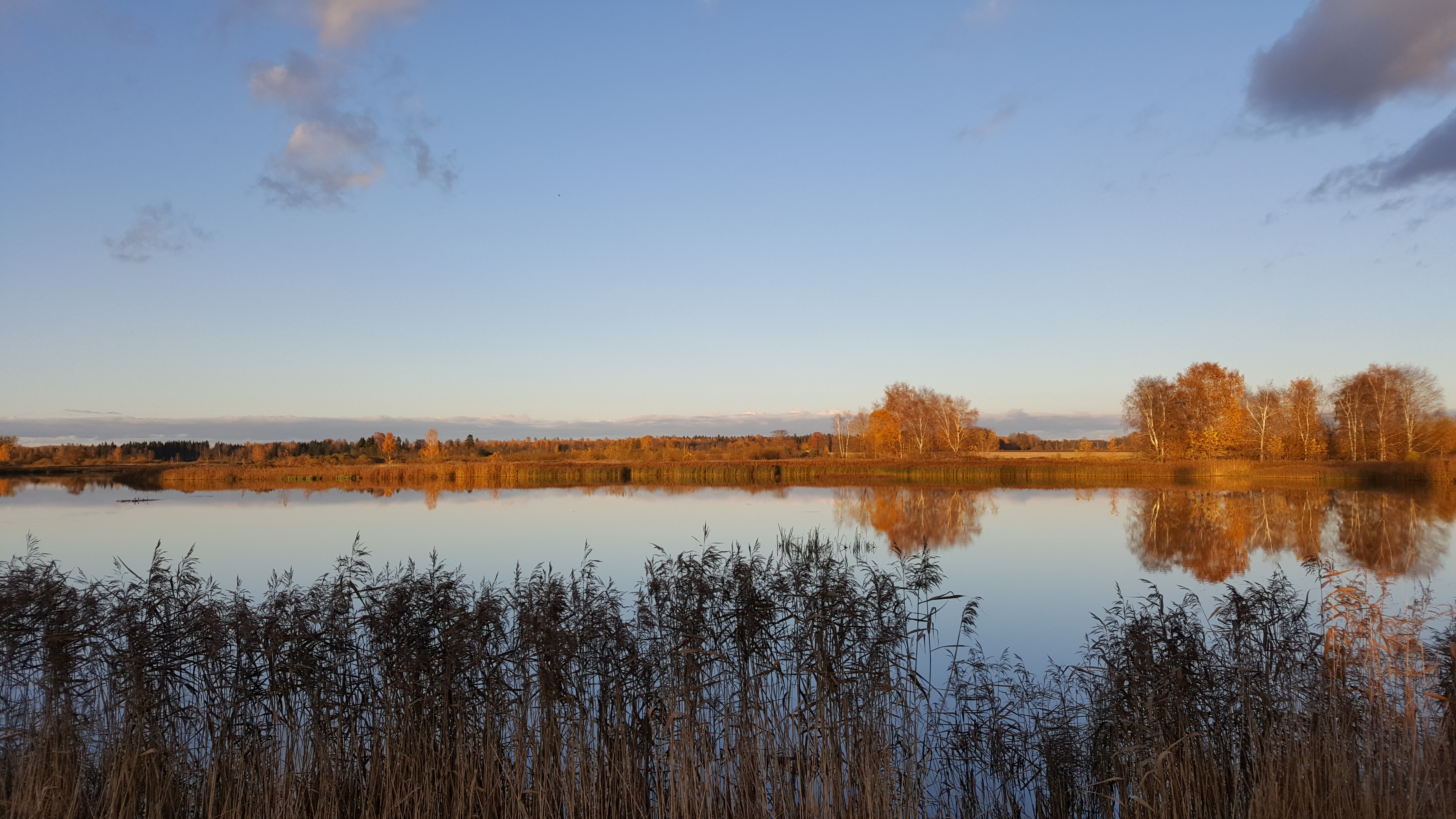
Озеро Илматсалу в октябре